# میرکو بلودی
میرکو بلودی (انگلیسی: Mirko Bellodi؛ زادهٔ ۲۰ اکتبر ۱۹۷۳) بازیکن فوتبال اهل ایتالیا است.
از باشگاه‌هایی که در آن بازی کرده‌است می‌توان به باشگاه فوتبال پارما، باشگاه فوتبال رجانا، و باشگاه فوتبال پیستویزه اشاره کرد.